# Trimble County
Trimble County ist ein County im Bundesstaat Kentucky der Vereinigten Staaten. Das U.S. Census Bureau hat bei der Volkszählung 2020 eine Einwohnerzahl von 8474 ermittelt.
Der Verwaltungssitz (County Seat) ist Bedford. Das County gehört zu den Dry Countys, was bedeutet, dass der Verkauf von Alkohol eingeschränkt oder verboten ist.

## Geographie
Das County liegt im Norden von Kentucky, grenzt im Norden und Nordwesten an den Bundesstaat Indiana, getrennt durch den Ohio River und hat eine Fläche von 405 Quadratkilometern, wovon 19 Quadratkilometer Wasserfläche sind. Es grenzt im Uhrzeigersinn an folgende Countys: Carroll County, Henry County und Oldham County.

## Geschichte
Trimble County wurde am 9. Februar 1837 aus Teilen des Gallatin County, Henry County und Oldham County gebildet. Benannt wurde es nach Robert Trimble, einem Richter.
28 Bauwerke und Stätten des Countys sind im National Register of Historic Places eingetragen (Stand 21. Oktober 2017).

## Demografische Daten
Nach der Volkszählung im Jahr 2000 lebten im Trimble County 8.125 Menschen in 3.137 Haushalten und 2.296 Familien. Die Bevölkerungsdichte betrug 21 Einwohner pro Quadratkilometer. Ethnisch betrachtet setzte sich die Bevölkerung zusammen aus 97,90 Prozent Weißen, 0,30 Prozent Afroamerikanern, 0,37 Prozent amerikanischen Ureinwohnern, 0,07 Prozent Asiaten und 0,68 Prozent aus anderen ethnischen Gruppen; 0,69 Prozent stammten von zwei oder mehr Ethnien ab. 1,37 Prozent der Bevölkerung waren spanischer oder lateinamerikanischer Abstammung.
Von den 3.137 Haushalten hatten 35,4 Prozent Kinder und Jugendliche unter 18 Jahre, die bei ihnen lebten. 60,6 Prozent waren verheiratete, zusammenlebende Paare, 8,5 Prozent waren allein erziehende Mütter, 26,8 Prozent waren keine Familien, 22,0 Prozent waren Singlehaushalte und in 9,1 Prozent lebten Menschen im Alter von 65 Jahren oder darüber. Die Durchschnittshaushaltsgröße betrug 2,57 und die durchschnittliche Familiengröße lag bei 3,00 Personen.
Auf das gesamte County bezogen setzte sich die Bevölkerung zusammen aus 26,4 Prozent Einwohnern unter 18 Jahren, 7,7 Prozent zwischen 18 und 24 Jahren, 30,9 Prozent zwischen 25 und 44 Jahren, 23,6 Prozent zwischen 45 und 64 Jahren und 11,4 Prozent waren 65 Jahre alt oder darüber. Das Durchschnittsalter betrug 36 Jahre. Auf 100 weibliche Personen kamen 96,8 männliche Personen. Auf 100 Frauen im Alter von 18 Jahren alt oder darüber kamen statistisch 94,8 Männer.
Das jährliche Durchschnittseinkommen eines Haushalts betrug 36.192 USD, das Durchschnittseinkommen der Familien betrug 41.925 USD. Männer hatten ein Durchschnittseinkommen von 30.500 USD, Frauen 21.656 USD. Das Prokopfeinkommen betrug 16.354 USD. 10,0 Prozent der Familien und 13,6 Prozent der Bevölkerung lebten unterhalb der Armutsgrenze. Davon waren 14,7 Prozent Kinder oder Jugendliche unter 18 Jahre und 16,8 Prozent waren Menschen über 65 Jahre.